# Edgar A. Sharp
Edgar Allan Sharp (* 3. Juni 1876 in Patchogue, New York; † 27. November 1948 ebenda) war ein US-amerikanischer Politiker. Zwischen 1945 und 1947 vertrat er den Bundesstaat New York im US-Repräsentantenhaus.

## Werdegang
Edgar Allan Sharp besuchte öffentliche Schulen und High Schools. Er war zwischen 1898 und 1906 als Kontorist (clerk) in der Poststelle von Patchogue tätig sowie zwischen 1906 und 1918 als stellvertretender Postmeister. Danach war er von April 1918 bis Januar 1920 für die Bauarbeiten der Kolumbusritter in Frankreich und Großbritannien zuständig. Sharp ging dann in Patchogue Immobilien- und Versicherungsgeschäften nach. Er war zwischen 1920 und 1944 als Immobiliensachverständiger in Suffolk County tätig sowie zwischen 1929 und 1944 als Auktionator. Zusätzlich ging er Bankgeschäften nach. Er saß zwischen 1930 und 1933 im Planungs- und Baurechtsamt (zoning and planning board) von Brookhaven. Dann war er zwischen 1935 und 1943 als Town Supervisor von Brookhaven tätig. Politisch gehörte er der Republikanischen Partei an. Bei den Kongresswahlen des Jahres 1944 wurde Sharp im ersten Wahlbezirk von New York in das US-Repräsentantenhaus in Washington, D.C. gewählt, wo er am 4. Januar 1945 die Nachfolge von Leonard W. Hall antrat. Da er im Jahr 1946 auf eine erneute Kandidatur verzichtete, schied er nach dem 3. Januar 1947 aus dem Kongress aus. Danach nahm er wieder seine früheren Geschäftstätigkeiten auf. Er starb am 27. November 1948 in Patchogue und wurde auf dem Holy Sepulchre Cemetery in Coram beigesetzt.